# Лінден (Вашингтон)
Лінден (англ. Lynden) — місто (англ. city) в США, в окрузі Вотком штату Вашингтон. Населення — 15 749 осіб (2020).

## Географія
Лінден розташований за координатами 48°57′0″ пн. ш. 122°27′11″ зх. д. / 48.95000° пн. ш. 122.45306° зх. д. (48.950041, -122.453167).  За даними Бюро перепису населення США в 2010 році місто мало площу 13,42 км², з яких 13,39 км² — суходіл та 0,03 км² — водойми.

## Демографія
Згідно з переписом 2010 року, у місті мешкала 11 951 особа в 4594 домогосподарствах у складі 3248 родин. Густота населення становила 890 осіб/км².  Було 4812 помешкання (359/км²).
Расовий склад населення:
| - 89,7 % — білих - 2,5 % — азіатів - 0,9 % — корінних американців - 0,7 % — чорних або афроамериканців - 0,2 % — вихідців з тихоокеанських островів - 4,0 % — осіб інших рас |

До двох чи більше рас належало 2,1 %. Частка іспаномовних становила 8,7 % від усіх жителів.
За віковим діапазоном населення розподілялося таким чином: 26,4 % — особи молодші 18 років, 54,0 % — особи у віці 18—64 років, 19,6 % — особи у віці 65 років та старші. Медіана віку мешканця становила 38,6 року. На 100 осіб жіночої статі у місті припадало 87,9 чоловіків;  на 100 жінок у віці від 18 років та старших — 83,6 чоловіків також старших 18 років.
Середній дохід на одне домашнє господарство  становив 67 028 доларів США (медіана — 58 604), а середній дохід на одну сім'ю — 79 768 доларів (медіана — 70 645). Медіана доходів становила 56 569 доларів для чоловіків та 32 478 доларів для жінок. За межею бідності перебувало 7,9 % осіб, у тому числі 8,7 % дітей у віці до 18 років та 9,2 % осіб у віці 65 років та старших.
Цивільне працевлаштоване населення становило 5567 осіб. Основні галузі зайнятості: освіта, охорона здоров'я та соціальна допомога — 20,6 %, роздрібна торгівля — 13,0 %, виробництво — 11,7 %, мистецтво, розваги та відпочинок — 10,6 %.